# Acantholochus crevalleus
Acantholochus crevalleus – gatunek widłonoga z rodziny Bomolochidae. Opisał go w 1981 roku amerykański zoolog Roger F. Cressey, nadając mu nazwę Holobomolochus crevalleus.